# الوطئة (المخادر)

تعديل مصدري - تعديل

الوطئة هي إحدى قرى عزلة السحول بمديرية المخادر التابعة لمحافظة إب، بلغ تعداد سكانها 140 نسمة حسب تعداد اليمن لعام 2004.